# Sierolomorphidae
Sierolomorphidae is een familie van vliesvleugeligen. Deze monotypische familie omvat het geslacht Sierolomorpha.